# Trachylepis irregularis
Trachylepis irregularis är en ödleart som beskrevs av  Einar Lönnberg 1922. Trachylepis irregularis ingår i släktet Trachylepis och familjen skinkar. Inga underarter finns listade i Catalogue of Life.